# John Grubham Howe
John Grubham Howe (1657-1722), communément appelé Jack Howe, est un homme politique anglais. Élu à de nombreuses reprises comme député, il est passé des Whig à la faction conservatrice.

## Jeunesse
Il est le deuxième fils de John Grobham Howe de Langar, Nottinghamshire, qui est député du Gloucestershire et d'Annabella, troisième et plus jeune fille illégitime d'Emanuel Scrope (1er comte de Sunderland). Tôt dans la vie, il apparait comme un jeune courtisan talentueux. En 1679, il porte une accusation contre Frances Stewart, duchesse de Richmond, qui, lors de l'enquête, s'avère fausse, et il lui est interdit de se présenter à la Cour. À cette période, il écrit des vers.

## Carrière politique
Après la Glorieuse Révolution, il siège pour Cirencester au Parlement de la Convention, de janvier 1689 à février 1690, et dans les deux parlements suivants 1690-1695 et 1695-1698. Il est élu dans le comté de Gloucester en 1698, et de nouveau en janvier 1701. Aux élections suivantes (décembre 1701), les Whigs concentrent leurs efforts contre lui et l'expulsent du siège. Au premier parlement de la reine Anne (1702), Howe est réélu pour quatre circonscriptions (Bodmin, la ville de Gloucester, le comté de Gloucester et Newton dans le Lancashire); et choisit son ancien siège du Gloucestershire. Une pétition de John Guise, son adversaire, contre sa réélection est rejetée par 219 voix contre 98. Après 1705, il cesse de siéger au Parlement.
Au début du règne de Guillaume III, Howe demande des mesures sévères contre des hommes politiques tels que Thomas Osborne (1er duc de Leeds) et George Savile (1er marquis d'Halifax), identifiés avec les mesures de Jacques II. Il est alors un Whig puissant, et en 1689 est nommé vice-chambellan de la Reine Mary. Au début de mars 1692, la reine le renvoie de ce poste et il perd en même temps le poste mineur de gardien du Mall. En novembre suivant, il est convoqué devant les tribunaux pour avoir blessé un de ses serviteurs à Whitehall et, en plaidant coupable, il est gracié (décembre 1692). À partir de ce moment, il devient un féroce Tory. Il prend une part active aux critiques contre Gilbert Burnet pour sa «Lettre pastorale», et se prononce avec véhémence contre la poursuite de la guerre et au nom de John Fenwick. Il fait partie des personnes désignées par la Chambre des communes pour présenter un projet de loi sur les domaines confisqués en Irlande (décembre 1699), et tonne au Parlement contre les concessions accordées aux amis hollandais du roi William. L'attaque de Howe contre le traité de partage, qu'il dénonce par le titre de «traité de félonie», est si sauvage que William s'exclame que sans leur disparité de position, il aurait exigé satisfaction. Howe dénonce les colons étrangers en Angleterre et les armées permanentes. Lorsque l'armée est réduite (1699), il réussit à obtenir que les officiers des régiments dissous ne touchent que la moitié du salaire.
Avec l'accession de la reine Anne, Howe redevient courtisan et, en 1702, propose qu'une provision de 100 000 £ par an soit versée au prince George de Danemark. Il est nommé conseiller privé le 21 avril 1702 et vice-amiral du Gloucestershire le 7 juin. À la retraite de Richard Jones (1er comte de Ranelagh), le poste de payeur général est divisé et Howe est nommé payeur des gardes et garnisons à domicile (4 janvier 1702 - 1714).

## Fin de carrière
Le 15 mai 1708, il devient cogreffier du Conseil privé de la Grande-Bretagne. Après la mort d'Anne, ses places lui sont retirées et son nom est omis de la liste des conseillers privés. Il se retire ensuite à Stowell Park dans le Gloucestershire, un domaine qu'il a acheté, et y meurt en juin 1722, étant enterré dans le chœur de l'église le 14 juin.

## Œuvres, réputation et héritage
Il y a des vers de lui dans le recueil de poésie de John Nichols  et il aurait écrit un panégyrique sur le roi Guillaume. Une anecdote de Sir Thomas Lyttelton dans l'illustration de ses talents d'artiste est dans le Gentleman's Magazine  et il est introduit dans la ballade de Jonathan Swift On the Game of Traffic. Un discours satirique de Monsieur Jaccou (ie Jack How), censé être «fait lors des sessions générales du comté de G-r», et ridiculisant sa vanité et ses tendances françaises, a été imprimé. Thomas Babington Macaulay parle de lui comme d'un homme grand, mince et hagard.

## Famille
Il épouse Mary, fille et héritière de Humphry Baskerville de Poentryllos dans le Herefordshire, et veuve de Edward Morgan de Llanternam, Monmouthshire. Son fils et héritier est John Howe (1er baron Chedworth).